# Composición anular
La composición anular (en alemán: Ringkomposition), estructura quiástica o palistrofe es considerada la forma más antigua de narrar. Derivada de la tradición oral, que la usaba constantemente, consiste en narrar de forma rectilínea pero de vez en cuando intercalar excursus, es decir, apartarse temporalmente del tema principal para luego volver a él, simulando un anillo, de ahí su nombre. Aparece ya en obras de la literatura griega clásica, como la Ilíada de Homero o en las de Heródoto de Halicarnaso, por ejemplo. También es un recurso muy usado en las sagradas escrituras hebreas, así como en muchos otros textos tradicionales cuyo origen parece estar en la tradición oral.
La composición anular fue estudiada en profundidad por W. A. A. van Otterlo en sus obras Unter-suchungen über Begriff, Anwendung und Entstehung der griechischen Ringkomposition (Ámsterdam, 1944) y De ringcompositie als opbouwprincipe in de epische Gedichten van Homerus (Ámsterdam, 1948). También realiza un profundo estudio B. A. van Groningen en La composition littéraire archaique grecque (Ámsterdam, 1962). Dentro de la poesía homérica, D. Lohman, en su obra Die Komposition der Reden in der lijas (Berlín, 1970) analizó la composición anular en los discursos de la Ilíada de Homero. L. Illig, en su obra Zur Form der pindarischen Erziihlung (Berlín, 1932), explica la especial importancia que tiene este recurso en la oda pindárica, analizando especialmente la «Pítica tercera». J. S. Lasso de la Vega, en su obra De Safo a Platón (Barcelona, 1976), realiza un análisis profundo del uso de este recurso en la Oda primera de Safo.